# Perilampus muesebecki
Perilampus muesebecki är en stekelart som beskrevs av Smulyan 1936. Perilampus muesebecki ingår i släktet Perilampus och familjen gropglanssteklar. Inga underarter finns listade i Catalogue of Life.